# Jøssingfjorden

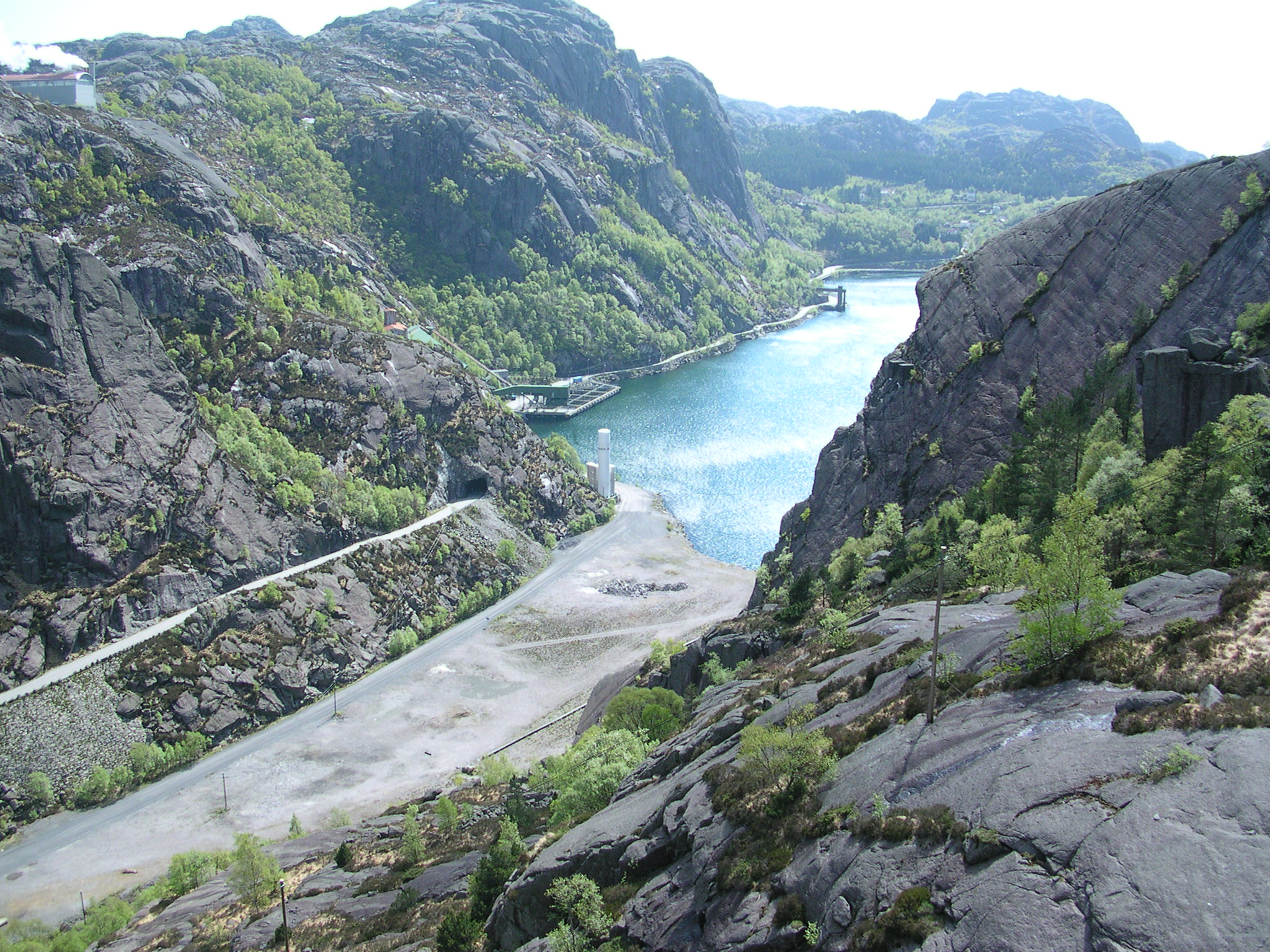
Jøssingfjorden

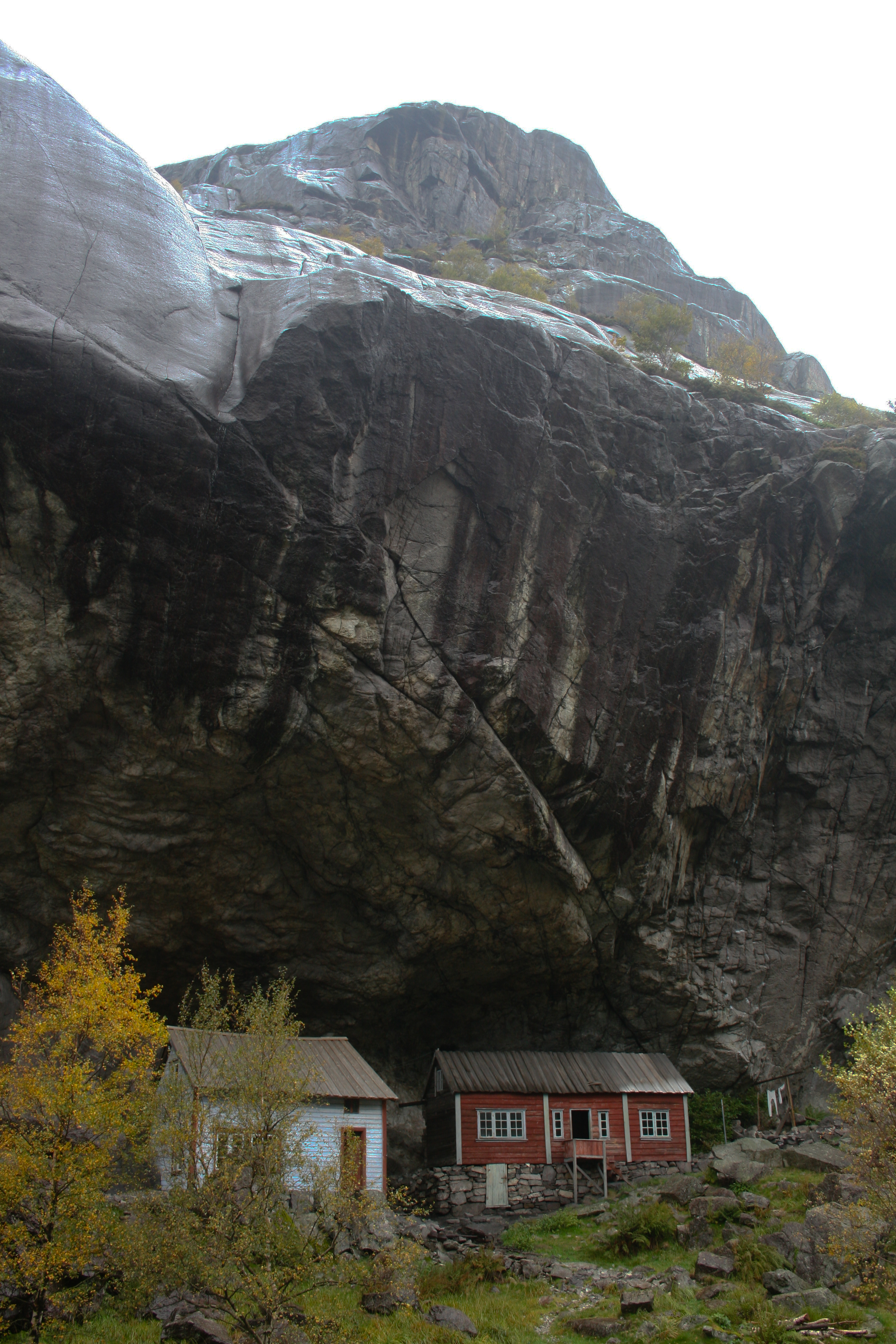
Hellerenhusen

Jøssingfjorden är en fjord i Sokndals kommun i Rogaland fylke i sydvästra Norge. Under andra världskriget kom begreppet Jøssing att betyda en norsk patriot, i motsats till en Quisling (förrädare). 

## Museum
Innerst i Jøssingfjorden vid Nedre Hellerens kraftverk, vid Nordsjøvegen (fylkessväg 44), planeras ett museum, vilket ska ingå i ett Jøssingfjordsenter. En arkitekttävling hölls om detta våren 2010. Vinnare blev förslaget Varde, på omkring 700 kvadratmeter, av de svensk arkitekterna Gustav Hultman och Erik Magnusson. Museet  skall visa områdets hundraåriga gruvhistoria.